# Vidor (Texas)
Vidor és una població dels Estats Units a l'estat de Texas. Segons el cens del 2000 tenia 11.440 habitants.

## Demografia
Segons el cens del 2000, Vidor tenia 11.440 habitants, 4.222 habitatges, i 3.158 famílies. La densitat de població era de 418,3 habitants per km².
Dels 4.222 habitatges en un 34,7% hi vivien nens de menys de 18 anys, en un 56,3% hi vivien parelles casades, en un 13,4% dones solteres, i en un 25,2% no eren unitats familiars. En el 22% dels habitatges hi vivien persones soles el 10,3% de les quals corresponia a persones de 65 anys o més que vivien soles. El nombre mitjà de persones vivint en cada habitatge era de 2,66 i el nombre mitjà de persones que vivien en cada família era de 3,09.
Per edats la població es repartia de la següent manera: un 26,7% tenia menys de 18 anys, un 9,9% entre 18 i 24, un 27,4% entre 25 i 44, un 21,9% de 45 a 60 i un 14,1% 65 anys o més.
L'edat mediana era de 35 anys. Per cada 100 dones de 18 o més anys hi havia 87,1 homes.
La renda mediana per habitatge era de 31.982 $ i la renda mediana per família de 37.572 $. Els homes tenien una renda mediana de 35.781 $ mentre que les dones 21.054 $. La renda per capita de la població era de 15.381 $. Aproximadament el 10,7% de les famílies i el 14,5% de la població estaven per davall del llindar de pobresa.

## Poblacions més properes
El següent diagrama mostra les poblacions més properes.